# Neobisium monasterii
Neobisium monasterii är en spindeldjursart som beskrevs av Volker Mahnert 1977. Neobisium monasterii ingår i släktet Neobisium och familjen helplåtklokrypare. Inga underarter finns listade i Catalogue of Life.